# Grand-Prix-Europameisterschaft 1931

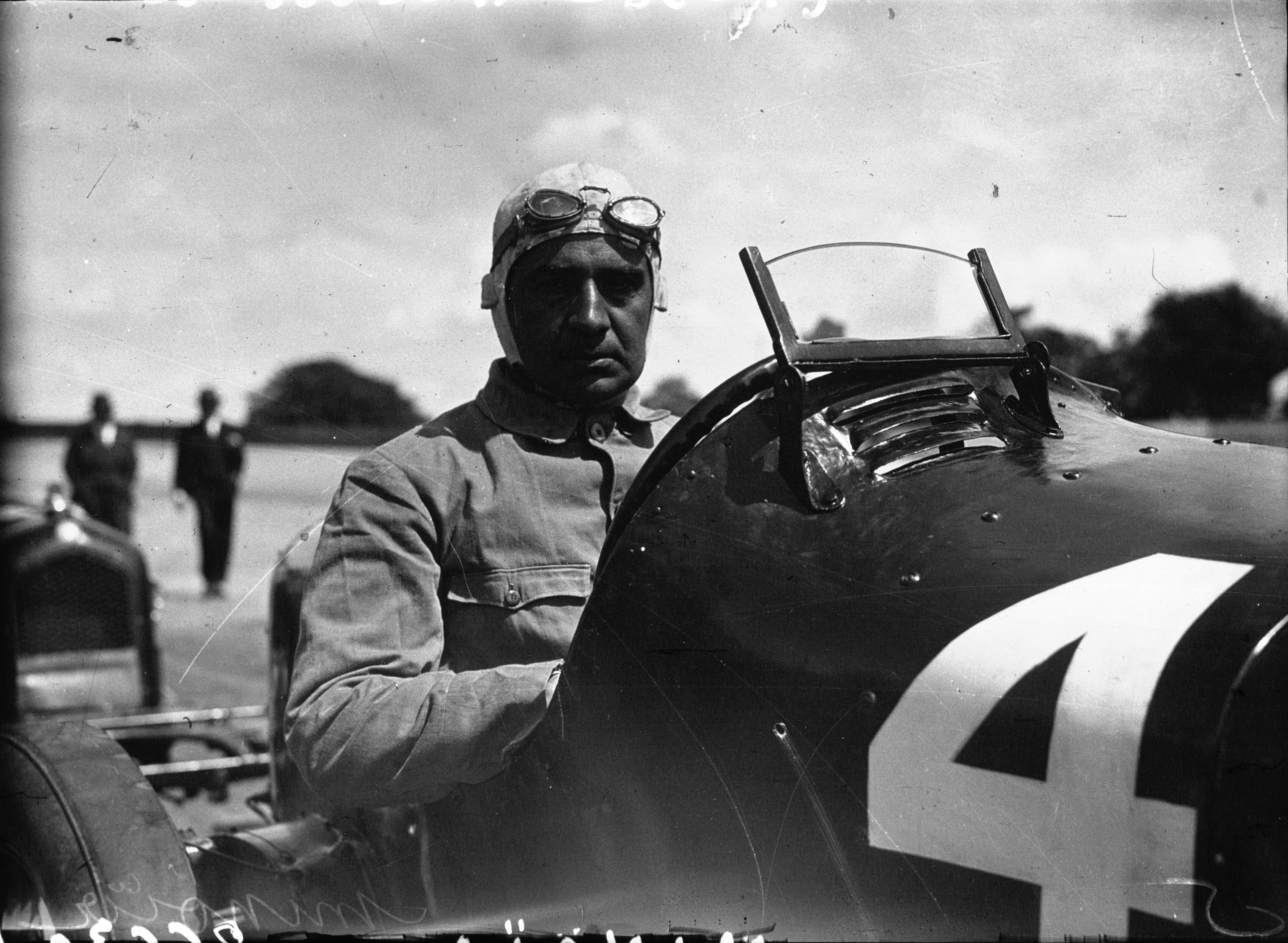
Europameister 1931: Ferdinando Minoia

In der Grand-Prix-Saison 1931 wurde vom Internationalen Automobilverband AIACR mit der Europameisterschaft zum ersten Mal im Grand-Prix-Sport ein Fahrer-Wettbewerb ausgeschrieben. Gewertet wurden dafür die Ergebnisse der Großen Preisen von Italien in Monza, Frankreich in Linas-Montlhéry und Belgien in Spa-Francorchamps. Entsprechend den für diese Saison geltenden Bestimmungen der Internationalen Grand-Prix-Rennformel gab es für diese drei Grandes Épreuves unter Verzicht von beinahe jeglicher Art technischer Beschränkungen für die Wagen (die sogenannte Freie Formel) lediglich die Vorgabe, dass die Renndauer mindestens 10 Stunden betragen musste. Pro Wagen mussten daher zwei Fahrer gemeldet werden, die sich am Steuer gegenseitig ablösen konnten.
Ebenfalls als Grandes Épreuves, jedoch nicht nach den Bestimmungen der Internationalen Rennformel – und entsprechend natürlich nicht als Wertungsläufe zur Europameisterschaft – wurden daneben das 500-Meilen-Rennen von Indianapolis und der Große Preis von Deutschland ausgerichtet. Darüber hinaus fanden 1931 noch neun weitere, international bedeutende Rennen, sowie zahlreiche weitere Veranstaltungen auf nationaler und regionaler Ebene statt.
Erster Europameister wurde 1931 der 46-jährige Italiener Ferdinando Minoia, der als Werksfahrer im Team von Alfa-Romeo zwar kein Rennen gewann, aber bei Punktegleichstand in Summe mehr Kilometer als sein Teamkollege Giuseppe Campari zurückgelegt hatte. Die an Rennsiegen insgesamt erfolgreichsten Fahrer waren jedoch der Monegasse Louis Chiron und der Italiener Achille Varzi, beide für Bugatti, wie auch das neue Grand-Prix-Modell Bugatti Type 51 die meisten Siege verbuchen konnte.

## Regelwerk
Die Wertung der Europameisterschaft, deren Grundidee von der vorangegangenen Markenweltmeisterschaft übernommen worden war, basierte auf einem System von Strafpunkten. Der Sieger eines Rennens bekam einen, der Zweite zwei und der Drittplatzierte drei Zähler. Der Rest des Teilnehmerfelds erhielt vier, fünf, sechs oder sieben Punkte, je nach absolvierter Renndistanz, wobei anders als bislang üblich auch Ausfälle entsprechend gewertet wurden, bis zum Maximum von acht Punkten bei Nichtantritt eines Rennens. Gewertet wurden nur Fahrer, die für das jeweilige Auto gemeldet waren, der zweite Fahrer außerdem nur dann, wenn er sich bei allen Rennen das Auto mit demselben Partner teilte. Am Saisonende wurde derjenige Fahrer Gesamtsieger, der die wenigsten Zähler auf seinem Konto zu verbuchen hatte. Bei Punktegleichstand gab den Ausschlag, welcher Fahrer in Summe die längste Renndistanz zurückgelegt hatte.

## Saisonbericht
Um dem offiziellen Grand-Prix-Sport nach dem dreimaligen Scheitern der Weltmeisterschaft neues Leben einzuhauchen, unternahm der Internationale Automobilverband für 1931 einen radikalen Schnitt. Statt eines Wettbewerbs althergebrachter Art zwischen Automobilfirmen wurde mit der Europameisterschaft erstmals ein Fahrer-Championat eingeführt. Gleichzeitig wurde auf praktisch jegliche technische Beschränkung der Rennwagen bezüglich Gewicht, Motorisierung und Kraftstoffverbrauch usw. verzichtet und lediglich weiterhin an der Mindestbreite von 100 cm im Cockpitbereich festgehalten. Auf diese Weise sollte es den Teilnehmern der vielen formelfreien Rennen möglich gemacht werden, auch in den offiziellen Grands Prix anzutreten, ohne dass für diesen Zweck spezielle Rennwagen aufwändig konstruiert werden mussten. Um trotzdem zu den „gewöhnlichen“ Rennen eine Abgrenzung beizubehalten, legte die Sportkommission der AIACR – offenbar in einem letzten Versuch, den althergebrachten elitären Anspruch zu bewahren – eine Mindestdauer von 10 Stunden für die Meisterschaftsläufe fest, ungeachtet der absehbaren Folgen in der praktischen Umsetzung für Veranstalter, Teilnehmer und letztlich auch Zuschauer.
Trotz der umgehend aufkommenden Kritik an diesem für alle Beteiligten wenig attraktiv erscheinenden Format gelang mit der Austragung der Großen Preise von Italien (dessen Termin vom September auf Mai vorgezogen wurde, um das längere Tageslicht nutzen zu können), Frankreich und Belgien tatsächlich der erhoffte Neustart. Dennoch war der allgemeine Hunger des Publikums nach Motorsport groß genug, so dass sich auch die bedeutenden Formula-Libre-Veranstaltungen, wie die Targa Florio, die Rennen von Rom, Livorno, Pescara, Monza und das Masaryk-Rennen in Brünn, weiterhin großer Beliebtheit bei Teilnehmern wie Zuschauern erfreuten und die eigentlichen Grandes Épreuves dabei nicht selten auch übertrafen. Vor allem der Große Preis von Monaco stand im erst dritten Jahr seines Bestehens in seinem Status mittlerweile kaum noch hinter dem der „großen“ Internationalen Grands Prix zurück. Zum ersten Mal seit 1926 – und zum ersten Mal überhaupt auf dem ein Jahr später eröffneten Nürburgring – wurden schließlich auch beim Großen Preis von Deutschland wieder „echte“ Rennwagen zugelassen, auch wenn für das Rennen ansonsten noch nicht die Zehn-Stunden-Rennformel zur Anwendung kam.
Nachdem Bugatti gegen Alfa Romeo und Maserati im Vorjahr zuletzt etwas Boden eingebüßt hatte, präsentierte der französische Rennstall mit dem Bugatti Type 51 noch einmal einen wahren Siegertyp. Äußerlich vom Vorgänger Bugatti Type 35 kaum zu unterscheiden, lag die entscheidende Neuerung in der Verwendung eines jetzt durch zwei Nockenwellen gesteuerten 2,3-Liter-Reihenachtzylinders von etwa 160 PS Leistung, bei dessen Entwicklung der amerikanische Miller-Rennwagen Pate gestanden hatte, der von Leon Duray beim Rennen in Monza 1929 eingesetzt und anschließend von Bugatti als Anschauungsobjekt aufgekauft worden war. Achille Varzi war mit dem neuen Modell gleich zum Auftakt dieser letzten großen Bugatti-Saison in Tunis auf Anhieb erfolgreich und auch Louis Chiron konnte beim ersten offiziellen Werksauftritt in Monaco direkt sein Heimrennen damit gewinnen. Der Bugatti war klar das schnellste Auto im Feld und Varzi/Chiron bildeten außerdem die sicher stärkste Fahrerpaarung der Saison. Das Team erschien aber in voller Stärke nur bei absolut hochkarätigen Rennen, während ansonsten bei den italienischen Formula-Libre-Veranstaltungen meist nur Varzi allein oder zusammen mit Chiron mit privat gemeldeten Wagen und reduzierter Mannschaft die Marke vertraten. Somit blieben angesichts der insgesamt ohnehin noch ausbaufähigen Zuverlässigkeit des Type 51 auch für andere Rennställe noch einige Erfolgsmöglichkeiten übrig. Beim Großen Preis von Italien kam es für Bugatti außerdem zu massiven Problemen mit den Michelin-Reifen, die den Belastungen der langen Renndistanzen in den Grandes Épreuves nicht gewachsen waren. Die Lösung ergab sich erst durch den Wechsel auf Dunlop im Training zum französischen Grand Prix, wo nun umgekehrt Bugatti mit seinen Leichtmetallrädern mit integrierten Bremstrommeln einen erheblichen Vorteil gegenüber den Konkurrenten hatte, die während der Boxenstopps viel Zeit mit dem Wechsel verschlissener Beläge und Bremstrommeln verloren. Der Sieg von Varzi/Chiron mit dem anschließenden Erfolg der Mannschaft William Grover-Williams („W. Williams“)/Caberto Conelli beim Großen Preis von Belgien, sowie des Siegs von Chiron in Brünn machte die Niederlage gegen Alfa Romeo in Monza mehr als wett und Bugatti in 1931 zur insgesamt erfolgreichsten Marke.
Eine erfolgreiche Saison auf Bugatti fuhr auch der in Algerien geborene Privatfahrer Marcel Lehoux, der mit den Rennen von Genf und Reims darüber hinaus noch zwei weitere wichtige Siege für die Marke erringen konnte. Zum Großen Preis von Monza am Ende der Saison produzierte Bugatti schließlich nach nur zwei Wochen Bauzeit zwei aus vorhandenen Teilen anderer Modelle zusammengebaute, speziell für Hochgeschwindigkeitsrennen bestimmte Type 54 mit Achtzylindermotoren von 5 Litern Hubraum, die jedoch ebenso wie die in der Zwischenzeit etwas in Mode gekommenen Track Cars der italienischen Hersteller aufgrund ihres Gewichts Probleme mit der Haltbarkeit der Reifen bekamen.
Auch bei Alfa Romeo hatte man auf die Maserati-Erfolge in 1930 reagiert und Chefkonstrukteur Vittorio Jano brachte mit dem 8C-2300 einen vom Sportmodell Alfa Romeo 6C abgeleiteten neuen Achtzylinder heraus, der in seinen verschiedenen Varianten gleichermaßen als Rennwagen wie auch für Einsätze bei Langstreckenrennen geeignet war. Dies machte sich gleich zum ersten Mal bezahlt, indem Tazio Nuvolari bei der Targa Florio auf völlig schlammdurchweichter Strecke in der letzten Runde noch Varzis reinrassigen Grand-Prix-Bugatti abfangen konnte. Dabei profitierte er nicht nur von dem Umstand, dass sein 8C hier mit Kotflügeln ausgestattet werden konnte, sondern auch von einem bis dahin nie gesehenen Aufwand der Alfa-Romeo-Mannschaft, die zum ersten Mal sogar Sprechfunkverbindung zu den zahlreichen Depots an der Strecke eingerichtet hatte, um die Fahrer unterwegs über den Stand des Rennens auf dem Laufenden halten zu können.
Zum Großen Preis von Italien erschien dann obendrein auch noch eine „echte“ Rennwagenversion des 8C-2300 mit verkürztem Radstand, die anlässlich der Siegesfahrt von Giuseppe Campari und Tazio Nuvolari fortan unter dem ehrenvollen Beinamen Alfa Romeo Monza bekannt wurde. Für den Einsatz auf schnellen Strecken hatte Alfa Romeo außerdem nun auch ein eigenes „Track Car“ mit zwei nebeneinander eingebauten Reihensechszylindern des 6C von zusammen 3,5 Litern Hubraum entwickelt. Gleichzeitig war der Alfa Romeo Tipo A auch der erste reinrassige Monoposto eines europäischen Grand-Prix-Herstellers.
Wie üblich war die Scuderia Ferrari bei den etwas weniger bedeutenden Rennen für die Einsätze der Alfa Romeo verantwortlich, während sich die offizielle Werksmannschaft nominell nur auf die höchstrangigen Veranstaltungen beschränkte. So gewann Campari für die Scuderia auf dem Tipo A noch das Rennen in Pescara, während Nuvolari in Livorno – wo Ferrari insgesamt acht Autos ins Rennen geschickt hatte – auch mit dem „Monza“ noch einmal erfolgreich war. Als weitere Stammfahrer dienten außerdem Baconin Borzacchini und Luigi Arcangeli zum Einsatz, wobei Letzterer dann beim Training zum italienischen Grand Prix mit dem Tipo A tödlich verunglückte. Als Ergänzung kamen bei Bedarf außerdem Goffredo Zehender, Giovanni Minozzi und schließlich auch einmal mehr Ferdinando Minoia zu Einsätzen, der seine lange Karriere schon bei der Targa Florio von 1907 begonnen hatte. Dank seiner vor allem auf Beständigkeit ausgerichteten Fahrweise war Minoia auch derjenige, der – vom Reglement etwas begünstigt – in diesem Jahr zur allgemeinen Überraschung den Europameistertitel erringen konnte, ohne überhaupt ein einziges Rennen gewonnen zu haben.
Der Höhenflug von Maserati in der Vorsaison hatte dagegen nur kurz angehalten, 1931 geriet der Tipo 26M gegen die neuen Modelle der Konkurrenten von Bugatti und Alfa Romeo bereits wieder ins Hintertreffen und das Team hatte obendrein mit dem Abgang von Achille Varzi zu Bugatti einen weiteren Rückschlag einstecken müssen. Zum Ausgleich wurde der Vorjahressieger von Monaco, René Dreyfus, verpflichtet, der damit seinen ersten Vertrag bei einem Werksteam bekam, um die Mannschaft um den auf Nummer 1 gerückten Stammfahrer Luigi Fagioli und den ebenfalls neu hinzugestoßenen Clemente Biondetti zu verstärken. Damit hatte nach Bugatti nun auch Maserati begonnen, seine Mannschaft aus Fahrern verschiedener Nationalitäten zusammenzusetzen, ein Trend, der sich im Grand-Prix-Sport entgegen dem allgemein oft weiterhin nationalistischen Zeitgeist nun allgemein durchzusetzen begann. Um den Anschluss an Bugatti und Alfa Romeo wieder herzustellen, steigerte Maserati außerdem im Verlauf der Saison den Hubraum des Achtzylinders noch einmal auf 2,8 Liter. Dennoch war es zunächst Ernesto Maserati im mittlerweile bereits zwei Jahre alten Doppelmotor-Maserati V4 Track Car, der – wenn auch in Abwesenheit von Alfa Romeo – mit dem Rennen auf der schnellen Strecke von Littorio bei Rom den ersten Maserati-Erfolg der Saison verbuchen konnte. Fagioli konnte dagegen gegen Saisonende in Monza beim sogenannten Rennen der Giganten – wegen der zahlreichen dort versammelten Track Cars – die Leistungsfähigkeit von Maseratis jüngstem Grand-Prix-Modell bezeichnenderweise gegen die komplette Riege dieser übermotorisierten „Monsterrennwagen“ doch einmal eindrucksvoll unter Beweis stellen.
Zu guter Letzt kehrte nach zuletzt eher sporadischen Auftritten auch Mercedes-Benz 1931 wieder etwas häufiger auf die Grand-Prix-Pisten zurück. Rudolf Caracciola, der zuvor schon als erster Ausländer die Mille Miglia gewonnen hatte, und sein Partner Otto Merz waren in Montlhéry überhaupt die ersten deutschen Teilnehmer bei einem Grand Prix de l’ACF nach dem Krieg. Der mächtige Mercedes SSKL mit seinem Reihensechszylinder von 7,1 Litern Hubraum war jedoch trotz zahlreicher Gewichtserleichterungen gegenüber dem Basismodell – unter anderem in Form von Bohrungen im Chassisrahmen – nach wie vor mehr Sport- als Rennwagen und insgesamt immer noch zu schwer, so dass es Caracciolas ganzen Talents und Streckenkenntnis bedurfte, um im verregneten Großen Preis von Deutschland auf dem Nürburgring einen vielbeachteten Sieg in einem international bedeutenden Rennen zu erringen. Mit mehr oder weniger Unterstützung durch das Werk traten außerdem auch Hans Stuck sowie der junge Nachwuchspilot Manfred von Brauchitsch auf ihren privat gemeldeten SSKL bei einigen Rennen an.

## Rennkalender

### Grandes Épreuves zur Europameisterschaft
Mit dem Begriff „Grandes Épreuves“ wurden die offiziellen Wertungsläufe der Europameisterschaft bezeichnet, und das bedeutet so viel wie „Große Prüfungen“ oder „Großer Wettbewerb“.
|   | Datum  | Rennen                   | Strecke                      | Sieger                                         | Statistik |
| - | ------ | ------------------------ | ---------------------------- | ---------------------------------------------- | --------- |
| 1 | 24.05. | Großer Preis von Italien | Autodromo di Monza           | Giuseppe Campari / Tazio Nuvolari (Alfa Romeo) | Statistik |
| 2 | 21.06. | Großer Preis des ACF     | Autodrome de Linas-Montlhéry | Louis Chiron / Achille Varzi (Bugatti)         | Statistik |
| 3 | 12.07. | Großer Preis von Belgien | Circuit de Spa-Francorchamps | W. Williams / Caberto Conelli (Bugatti)        | Statistik |

### Weitere Rennen
| Datum  | Rennen                       | Strecke                      | Sieger                            | Statistik |
| ------ | ---------------------------- | ---------------------------- | --------------------------------- | --------- |
| 29.03. | Großer Preis von Tunesien    | Carthage Grand Prix Circuit  | Achille Varzi (Bugatti)           |           |
| 06.04. | Circuit d’Esterel Plage      | St. Raphael                  | Philippe Étancelin (Bugatti)      |           |
| 19.04. | Großer Preis von Monaco      | Circuit de Monaco            | Louis Chiron (Bugatti)            | Statistik |
| 26.04. | Circuito di Alessandria      | Circuito Pietro Bordino      | Achille Varzi (Bugatti)           |           |
| 10.05. | Targa Florio                 | Medio circuito delle Madonie | Tazio Nuvolari (Alfa Romeo)       |           |
| 10.05. | Grand Prix de Picardie       | Péronne                      | Ivernel (Bugatti)                 |           |
| 17.05. | Großer Preis von Casablanca  | Circuit d’Anfa               | Stanisław Czaykowski (Bugatti)    |           |
| 06.06. | Großer Preis von Irland      | Phoenix Park                 | Norman Black (MG)                 |           |
| 07.06. | Grand Prix de Genève         | Circuit de Meyrin            | Marcel Lehoux (Bugatti)           |           |
| 07.06. | Premio Reale di Roma         | Pista del Littorio           | Ernesto Maserati (Maserati)       |           |
| 07.06. | Großer Preis von Lemberg     | Lemberg                      | Hans Stuck (Mercedes-Benz)        |           |
| 07.06. | Eifelrennen                  | Nürburgring                  | Rudolf Caracciola (Mercedes-Benz) |           |
| 05.07. | Grand Prix de la Marne       | Circuit de Reims-Gueux       | Marcel Lehoux (Bugatti)           |           |
| 05.07. | Circuit du Vaucluse          | Avignon                      | Frédéric Toselli (Bugatti)        |           |
| 19.07. | Großer Preis von Deutschland | Nürburgring                  | Rudolf Caracciola (Mercedes-Benz) | Statistik |
| 26.07. | Grand Prix de Dieppe         | Circuit de Dieppe            | Philippe Étancelin (Alfa Romeo)   |           |
| 02.08. | Coppa Ciano                  | Circuito di Montenero        | Tazio Nuvolari (Alfa Romeo)       |           |
| 02.08. | AVUS-Rennen                  | AVUS                         | Rudolf Caracciola (Mercedes-Benz) |           |
| 02.08. | Circuit du Dauphiné          | Grenoble                     | Philippe Étancelin (Alfa Romeo)   |           |
| 16.08. | Grand Prix du Comminges      | Circuit du Comminges         | Philippe Étancelin (Alfa Romeo)   |           |
| 16.08. | Coppa Acerbo                 | Circuito di Pescara          | Giuseppe Campari (Alfa Romeo)     |           |
| 06.09. | Gran Premio di Monza         | Autodromo di Monza           | Luigi Fagioli (Maserati)          |           |
| 13.09. | Grand Prix de La Baule       | La Baule                     | W. Williams (Bugatti)             |           |
| 27.09. | Masaryk Grand Prix           | Masaryk-Ring                 | Louis Chiron (Bugatti)            |           |
| 27.09. | Großer Preis von Brignoles   | Brignoles                    | René Dreyfus (Bugatti)            |           |
| 17.10. | Mountain Championship        | Brooklands                   | Tim Birkin (Maserati)             |           |

### Eisrennen
| Datum  | Rennen                    | Strecke | Sieger            |
| ------ | ------------------------- | ------- | ----------------- |
| 22.02. | Großer Preis von Schweden | Rämen   | Karl Ebb (Auburn) |

## Fahrerwertung
|    | Fahrer                                           | Wagen                 | ITA | FRA | BEL | Punkte | zurückgelegte Kilometer |
| -- | ------------------------------------------------ | --------------------- | --- | --- | --- | ------ | ----------------------- |
| 1  | Ferdinando Minoia                                | Alfa Romeo            | 2   | 6   | 3   | 9      | 3935,254                |
| 2  | Giuseppe Campari                                 | Alfa Romeo            | 1   | 2   | Ret | 9      | 3368,876                |
| 3  | Albert Divo / Guy Bouriat                        | Bugatti               | 3   | 7   | Ret | 12     | 3410,319                |
| 4  | Jean-Pierre Wimille / Jean Gaupillat             | Bugatti               | 4   | Ret | Ret | 14     | 3242,582                |
| 5  | Tazio Nuvolari                                   | Alfa Romeo            | Ret | 11  | 2   | 13     | 2689,000                |
| 6  | Achille Varzi / Louis Chiron                     | Alfa Romeo            | Ret | 1   | Ret | 13     | 2353,600                |
| 7  | Boris Iwanowski / Henri Stoffel                  | Mercedes-Benz         | 5   | Ret | 5   | 15     | 2740,255                |
| 8  | W. Williams / Caberto Conelli                    | Bugatti               |     | Ret | 1   | 14     | 2137,524                |
| 9  | Tim Birkin                                       | Maserati / Alfa Romeo |     | 4   | 4   | 16     | 2425,763                |
| 10 | Jean Pesato / Pierre Félix                       | Alfa Romeo            |     | 10  | 6   | 16     | 2144,538                |
| 11 | Robert Sénéchal / Henri Frètet                   | Delage                | 9   | 5   |     | 17     | 1952,535                |
| 12 | Clemente Biondetti / Luigi Parenti               | Maserati              |     | 3   |     | 19     | 1187.535                |
| 13 | Francesco Pirola / Giovanni Lurani               | Alfa Romeo            | 6   |     |     | 20     | 1300,000                |
| 14 | Amedeo Ruggeri / Renato Balestrero               | Talbot                | 7   |     |     | 20     | 1290,534                |
| 15 | René Dreyfus                                     | Maserati              |     | 8   |     | 20     | 1108,279                |
| 16 | Louis Rigal / René Ferrand                       | Peugeot               |     | 9   |     | 20     | 1070,508                |
| 17 | Earl Howe                                        | Bugatti               |     | 12  |     | 20     | 975,938                 |
| 18 | Umberto Klinger                                  | Maserati              | 8   |     |     | 21     | 1140,000                |
| 19 | Roberto di Vecchio / Gerolamo Ferrari            | Talbot                | Ret |     |     | 21     | 870,000                 |
| 20 | Charles Montier / François Ducolombier           | Montier-Ford          |     |     | 7   | 21     | 864,200                 |
| 21 | François Montier                                 | Montier-Ford          |     |     | Ret | 21     | 835,240                 |
| 22 | Emilio Eminente / Edmond Bourlier                | Bugatti               |     | Ret |     | 21     | 741,887                 |
| 23 | Georges d’Arnoux / Max Fourny                    | Bugatti               |     | Ret |     | 21     | 729,013                 |
| 24 | Marcel Lehoux / Philippe Étancelin               | Bugatti               | Ret | Ret |     | 21     | 678,288                 |
| 25 | Enzo Grimaldi / René Bourgait                    | Bugatti               |     | Ret |     | 22     | 616,362                 |
| 26 | Luigi Fagioli / Ernesto Maserati                 | Maserati              |     | Ret |     | 22     | 566,474                 |
| 27 | Rudolf Caracciola / Otto Merz                    | Mercedes-Benz         |     | Ret |     | 22     | 490,836                 |
| 28 | William „Bummer“ Scott / Sydenham Armstrong-Payn | Delage                |     | Ret |     | 23     | 276,800                 |
| 29 | Alfredo Caniato / Mario Tadini                   | Alfa Romeo            | Ret |     |     | 23     | 150,000                 |
| 30 | Jack Dunfee / Donald Appleyard                   | Sunbeam               |     | Ret |     | 23     | 0                       |
|    | Fahrer                                           | Wagen                 | ITA | FRA | BEL | Punkte | zurückgelegte Kilometer |

| Farbe   | Bedeutung                                         | Punkte |
| ------- | ------------------------------------------------- | ------ |
| Gold    | Sieger                                            | 1      |
| Silber  | 2. Platz                                          | 2      |
| Bronze  | 3. Platz                                          | 3      |
| Grün    | mehr als 75% der Renndistanz zurückgelegt         | 4      |
| Blau    | zwischen 50% und 75% der Renndistanz zurückgelegt | 5      |
| Violett | zwischen 25% und 50% der Renndistanz zurückgelegt | 6      |
| Rot     | weniger als 25% der Renndistanz zurückgelegt      | 7      |
| Schwarz | Disqualifiziert (DQ)                              | 8      |
| Blanko  | nicht angetreten                                  | 8      |

Fett – Pole Position

Kursiv – Schnellste Rennrunde
Die folgenden Fahrer wurden aus der Punktewertung genommen:
- Baconin Borzacchini war Copilot von Minoia (Italien), Campari (Frankreich) und Nuvolari (Belgien), deshalb war er laut Reglement nicht punkteberechtigt.
- George Eyston war Copilot von Birkin (Frankreich), Birkin war Copilot von Lewis (Belgien), deshalb war er laut Reglement nicht punkteberechtigt.
- Pietro Ghersi war Copilot von Klinger (Italien) und Dreyfus (Frankreich), deshalb war er laut Reglement nicht punkteberechtigt.
- Brian E. Lewis war Copilot von Howe (Frankreich) und Birkin (Belgien), deshalb war er laut Reglement nicht punkteberechtigt.
- Attilio Marinoni war der eigentliche Copilot von Campari (Italien), in der 40. Runde übernahm Nuvolari den Wagen. Höchstwahrscheinlich erhielt er keine Punkte, da er nicht selbst fuhr.
- Giovanni Minozzi war Copilot von Nuvolari (Frankreich) und Minoia (Belgien), deshalb war er laut Reglement nicht punkteberechtigt.
- Goffredo Zehender war Copilot von Minoia (Frankreich) und Campari (Belgien), deshalb war er laut Reglement nicht punkteberechtigt.

## Verweise